# Василев, Младен
Младен Александров Василев (болг. Младен Aлeкcaндpoв Василев; род. 29 июля 1947, Сливница, Софийская область) — болгарский футболист, игравший на позиции вингера.

## Клубная карьера
Профессиональную карьеру начал в 1965 году за команду «Сливнишки герой», в которой провёл три сезона, после чего в сезоне 1968/1969 защищал цвета софийской «Славии» в Группе А.
В 1969 году перешёл в клуб «Академик» (София), за который отыграл 8 сезонов, проведя 209 игр и забив 68 голов в национальном чемпионате. Завершил карьеру футболиста в 1978 году в составе команды «Сливнишки герой».

## Карьера за сборную
Дебют за национальную сборную Болгарии состоялся 7 апреля 1971 года в товарищеском матче против сборной Грнеции (1:0), в котором также отметился забитым голом. Был включён в состав на чемпионат мира 1974 года в ФРГ, где сыграл только 15 минут в концовке матча против сборной Швеции (0:0). Всего Василев сыграл за сборную 27 матчей и забил 7 голов.

#### Голы за сборную
| Голы | Дата            | Место                         | Соперник       | Счёт | Результат | Турнир                  |
| ---- | --------------- | ----------------------------- | -------------- | ---- | --------- | ----------------------- |
| 1.   | 7 апреля 1971   | Караискакис, Пирей, Греция    | Греция         | 0-1  | 0-1       | Товарищеский матч       |
| 2.   | 5 мая 1971      | Васил Левски, София, Болгария | Великобритания | 5-0  | 5-0       | Квалификация на ОИ 1972 |
| 3.   | 9 июня 1971     | Уллевол, Осло, Норвегия       | Норвегия       | 0-3  | 1-4       | Квалификация на ЧЕ 1972 |
| 4.   | 17 ноября 1971  | Васил Левски, София, Болгария | Греция         | 1-1  | 2-2       | Товарищеский матч       |
| 5.   | 24 ноября 1971  | Васил Левски, София, Болгария | Испания        | 2-0  | 8-3       | Квалификация на ОИ 1972 |
| 6.   | 24 ноября 1971  | Васил Левски, София, Болгария | Испания        | 8-3  | 8-3       | Квалификация на ОИ 1972 |
| 7.   | 11 октября 1972 | Васил Левски, София, Болгария | Югославия      | 1-0  | 2-1       | Товарищеский матч       |

## Достижения

### «Академик» (София)
- Бронзовый призёр чемпионата Болгарии: 1975/76
- Обладатель Балканского кубка: 1974